# Piet van Rhijn
Petrus Leonardus (Piet) van Rhijn (Wassenaar, 22 maart 1931 – aldaar, 3 mei 1999) was een Nederlands voetballer die lange tijd in de Franse competitie speelde. Hij was een linksbuiten die ook op andere plaatsen in de aanval uit de voeten kon.
Van Rhijn speelde voor de Wassenaarse amateurvereniging RKSV Blauw-Zwart. In 1954 emigreerde hij naar Frankrijk, enerzijds om profvoetballer te worden en anderzijds om het vak van wijnkoper te leren. Van Rhijn tekende een contract bij Valenciennes FC. In zijn eerste jaar werd hij topscorer van de Franse tweede divisie, door veertig doelpunten in 38 wedstrijden te maken. Later speelde hij voor het Parijse Stade Français FC. In Frankrijk had hij de bijnaam Tête d'or, vanwege de vele kopdoelpunten die hij scoorde. Ook in 1955 en 1956 werd hij topscorer van de Division 2.
In de zomer van 1963 tekende hij een contract bij Fortuna '54, destijds een subtopper in de Nederlandse Eredivisie. Met deze ploeg won hij in 1964 de KNVB beker en speelde hij in seizoen 1964/65 in de Europacup II. In 1966 beëindigde hij, nadat een overstap naar Holland Sport afketste vanwege een blessure, zijn profloopbaan. Hij begon een slijterij en drukkerij in Wassenaar en ging in 1968 weer bij Blauw-Zwart spelen.